# Vagnborg

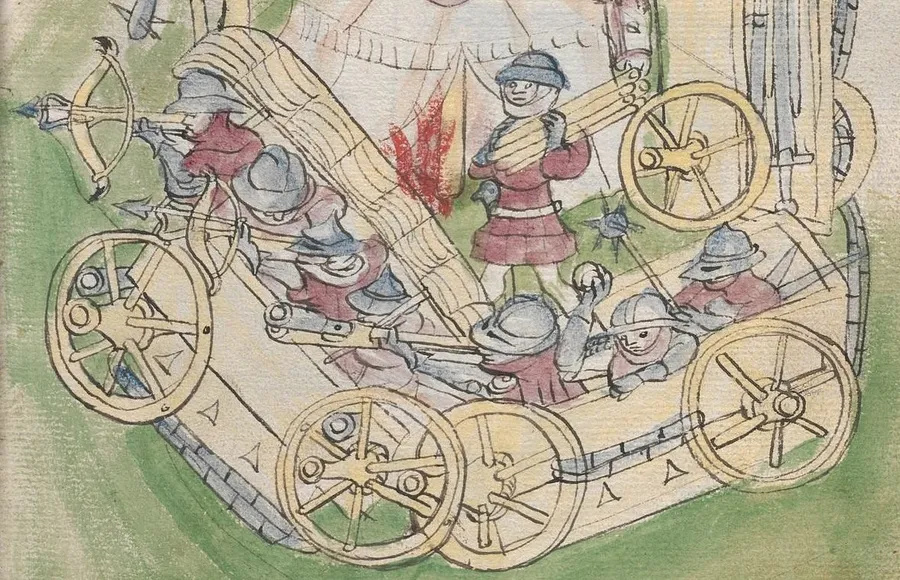
Husitisk vagnborg. Teckning från 1400-talet.

En vagnborg var i äldre tiders krigföring en borg byggd av vagnar uppställda som en fyrkant eller månghörning bakom slaglinjen, en fast punkt där icke-stridande kunde ta skydd och där armén, om den tvingades retirera, kunde fortsätta bjuda motstånd från. Sedan slaget utkämpats måste segrarna ofta kämpa hårt för att erövra vagnborgen.
Nomadiserande folk använde ofta vagnborgar när de slog läger under sina härnadståg eller då de befarade överfall. Även under senare tid uppställdes infanteri ibland i en vagnborg; bland annat använde husiterna under Jan Žižka med framgång vagnborgar på 1400-talet. Ännu i slaget vid Saladen 1703 var ryssarna uppställda i en artilleribestyckad sådan omgiven av spanska ryttare.